# 长胜湾河
长胜湾河，位于中华人民共和国内蒙古自治区乌兰察布市察哈尔右翼后旗北部的一条干河，发源于红格尔图镇陈家地东南山顶，向西北流至土牧尔台镇东西滩村后折向西南流，于当郎忽洞苏木下色拉以西汇入横格勒浑迪（色气沟）。河长46.4千米，流域面积1023.14平方千米，河道平均比降3.55‰。全河除河源至土牧尔台镇长胜湾村有清水或间歇水外，其余均为干河。长胜湾村以下河床不明显。一般小洪水时河水积蓄于下游洼地中，仅大洪水时有水流入横格勒浑迪。
在2019年察哈尔右翼后旗公布的河湖管理范围划定成果中，长胜湾河河段管理范围边界线全长为93.481千米。